# Cerro Azanaques
El cerro Azanaques es una montaña en Bolivia, ubicada en la región del Altiplano al oeste del país. Tiene una altura de 5.133 metros sobre el nivel del mar, y forma parte de la Cordillera Azanaques, que se extiende aproximadamente 150 km en dirección norte-sur, al este del lago Poopó. Administrativamente se encuentra entre los municipios de Challapata y Santiago de Huari, en las provincias de Abaroa y Sebastián Pagador respectivamente, en el departamento de Oruro, 150 km al oeste de Sucre, la capital del país.
La localidad grande más cercana es Challapata, a 9,8 km al noroeste del cerro Azanaques.
Gran parte del macizo del cerro Azanaques forma una meseta encima de los 4.000 a 4.500 m s. n. m., culminando en el punto más alto a 5.133 m s. n. m. A los alrededores existen valles que irradian del macizo y que muestran evidencia de erosión glaciar.